# Serie B2 2021-2022 (gironi L-M-N)
Questa voce raccoglie un approfondimento sui gironi L, M ed N dell'edizione 2021-2022 della Serie B2. 

## Girone L

### Squadre partecipanti
- Adriatica
- Corridonia
- Dannunziana
- Europa
- Futura Teramo
- Il Podio Fasano

- Montesilvano
- Pagliare
- Pescara 3
- Sportilia
- Torresi

### Regular season

#### Risultati
| Prima giornata |                               |         |                                  |
|                |                               |         |                                  |
| Riposa:        | Torresi                       | Torresi | Torresi                          |
| 16-10          | Il Podio Fasano - Dannunziana | 3-0     | 25-17, 25-21, 25-21              |
| 16-10          | Pagliare -                    | 0-3     | 18-25, 15-25, 11-25              |
| 17-10          | Pescara 3 - Futura Teramo     | 2-3     | 25-20, 12-25, 25-21, 16-25, 9-15 |
| 16-10          | Montesilvano - Europa         | 2-3     | 26-24, 25-22, 17-25, 17-25, 7-15 |
| 17-10          | Adriatica - Sportilia         | 3-1     | 19-25, 25-14, 25-17, 25-14       |

| Seconda giornata |                             |           |                                  |
|                  |                             |           |                                  |
| Riposa:          | Pescara 3                   | Pescara 3 | Pescara 3                        |
| 23-10            | Sportilia - Torresi         | 1-3       | 22-25, 25-20, 19-25, 19-25       |
| 23-10            | Il Podio Fasano - Pagliare  | 3-2       | 25-22, 15-25, 25-22, 22-25, 15-9 |
| 23-10            | Europa - Adriatica          | 3-1       | 26-24, 25-21, 19-25, 25-16       |
| 23-10            | Dannunziana - Futura Teramo | 1-3       | 28-26, 12-25, 15-25, 20-25       |
| 23-10            | - Montesilvano              | 3-0       | 25-11, 25-11, 25-17              |

| Terza giornata |                              |           |                            |
|                |                              |           |                            |
| Riposa:        | Sportilia                    | Sportilia | Sportilia                  |
| 30-10          | Pagliare - Dannunziana       | 1-3       | 16-25, 20-25, 25-20, 20-25 |
| 30-10          | Torresi - Europa             | 3-1       | 25-23, 25-27, 25-16, 25-23 |
| 30-10          | Pescara 3 - Il Podio Fasano  | 3-1       | 25-22, 25-15, 16-25, 25-16 |
| 31-10          | Adriatica -                  | 0-3       | 24-26, 20-25, 20-25        |
| 30-10          | Montesilvano - Futura Teramo | 1-3       | 24-26, 25-16, 18-25, 28-30 |

| Quarta giornata |                                |               |                                  |
|                 |                                |               |                                  |
| Riposa:         | Futura Teramo                  | Futura Teramo | Futura Teramo                    |
| 06-11           | Pagliare - Pescara 3           | 2-3           | 18-25, 25-6, 25-17, 21-25, 11-15 |
| 06-11           | Europa - Sportilia             | 3-0           | 25-12, 25-13, 25-17              |
| 06-11           | - Torresi                      | 3-1           | 25-12, 25-17, 33-35, 25-14       |
| 06-11           | Il Podio Fasano - Montesilvano | 3-0           | 25-14, 25-17, 25-16              |
| 06-11           | Dannunziana - Adriatica        | 1-3           | 16-25, 31-33, 25-20, 17-25       |

| Quinta giornata |                             |        |                            |
|                 |                             |        |                            |
| Riposa:         | Europa                      | Europa | Europa                     |
| 13-11           | Pescara 3 - Dannunziana     | 3-1    | 25-22, 25-21, 16-25, 25-23 |
| 13-11           | Montesilvano - Pagliare     | 3-1    | 19-25, 25-22, 26-24, 25-20 |
| 13-11           | Sportilia -                 | 0-3    | 13-25, 11-25, 18-25        |
| 13-11           | Torresi - Futura Teramo     | 1-3    | 18-25, 18-25, 25-17, 13-25 |
| 14-11           | Adriatica - Il Podio Fasano | 0-3    | 20-25, 20-25, 13-25        |

| Sesta giornata |                            |     |                                   |
|                |                            |     |                                   |
| Riposa:        |                            |     |                                   |
| 20-11          | Dannunziana - Montesilvano | 3-1 | 25-16, 25-18, 19-25, 25-9         |
| 20-11          | Pescara 3 - Adriatica      | 1-3 | 22-25, 25-17, 13-25, 23-25        |
| 21-11          | Futura Teramo - Europa     | 3-0 | 25-19, 25-22, 25-22               |
| 20-11          | Il Podio Fasano - Torresi  | 3-0 | 25-15, 25-16, 26-24               |
| 20-11          | Pagliare - Sportilia       | 3-2 | 19-25, 25-18, 25-18, 14-25, 15-11 |

| Settima giornata |                           |                 |                                   |
|                  |                           |                 |                                   |
| Riposa:          | Il Podio Fasano           | Il Podio Fasano | Il Podio Fasano                   |
| 27-11            | Montesilvano - Pescara 3  | 3-1             | 25-23, 22-25, 25-21, 25-21        |
| 27-11            | Europa -                  | 3-2             | 25-22, 24-26, 19-25, 25-20, 15-10 |
| 27-11            | Torresi - Dannunziana     | 3-0             | 25-15, 25-15, 25-17               |
| 28-11            | Adriatica - Pagliare      | 3-0             | 25-14, 25-23, 26-24               |
| 27-11            | Sportilia - Futura Teramo | 1-3             | 18-25, 22-25, 25-23, 20-25        |

| Ottava giornata |                             |             |                                   |
|                 |                             |             |                                   |
| Riposa:         | Dannunziana                 | Dannunziana | Dannunziana                       |
| 04-12           | Montesilvano - Adriatica    | 2-3         | 22-25, 25-14, 25-22, 22-25, 12-15 |
| 05-12           | Futura Teramo -             | 3-2         | 25-23, 22-25, 16-25, 25-22, 15-11 |
| 04-12           | Pagliare - Torresi          | 3-2         | 21-25, 25-19, 23-25, 25-23, 15-10 |
| 04-12           | Il Podio Fasano - Sportilia | 3-0         | 26-24, 25-19, 25-22               |
| 04-12           | Pescara 3 - Europa          | 0-3         | 16-25, 23-25, 18-25               |

| Nona giornata |                           |          |                                   |
|               |                           |          |                                   |
| Riposa:       | Pagliare                  | Pagliare | Pagliare                          |
| 11-12         | Torresi - Pescara 3       | 3-1      | 25-19, 29-27, 19-25, 25-16        |
| 11-12         | Il Podio Fasano - Europa  | 3-2      | 25-20, 21-25, 15-25, 25-21, 15-8  |
| 12-12         | Adriatica - Futura Teramo | 1-3      | 24-26, 25-19, 25-27, 19-25        |
| 11-12         | Sportilia - Montesilvano  | 2-3      | 26-28, 25-13, 22-25, 25-22, 11-15 |
| 11-12         | - Dannunziana             | 3-0      | 25-14, 25-21, 25-17               |

| Decima giornata |                          |           |                                   |
|                 |                          |           |                                   |
| Riposa:         | Adriatica                | Adriatica | Adriatica                         |
| 02-03           | Montesilvano - Torresi   | 1-3       | 25-22, 22-25, 22-25, 18-25        |
| 18-12           | Il Podio Fasano -        | 2-3       | 25-17, 20-25, 13-25, 25-15, 14-16 |
| 18-12           | Dannunziana - Europa     | 1-3       | 25-21, 12-25, 15-25, 19-25        |
| 18-12           | Pagliare - Futura Teramo | 0-3       | 23-25, 16-25, 20-25               |
| 18-12           | Pescara 3 - Sportilia    | 2-3       | 24-26, 25-23, 25-19, 22-25, 11-15 |

| Undicesima giornata |                                 |              |                                   |
|                     |                                 |              |                                   |
| Riposa:             | Montesilvano                    | Montesilvano | Montesilvano                      |
| 23-03               | Torresi - Adriatica             | 3-1          | 25-23, 11-25, 25-23, 25-21        |
| 16-03               | Futura Teramo - Il Podio Fasano | 2-3          | 25-19, 19-25, 25-13, 22-25, 10-15 |
| 08-01               | Europa - Pagliare               | 3-1          | 25-22, 23-25, 25-21, 25-22        |
| 09-03               | - Pescara 3                     | 3-0          | 25-8, 25-11, 25-17                |
| 20-04               | Sportilia - Dannunziana         | 3-0          | 25-17, 25-17, 25-19               |

| Dodicesima giornata |                               |         |                            |
|                     |                               |         |                            |
| Riposa:             | Torresi                       | Torresi | Torresi                    |
| 02-04               | Dannunziana - Il Podio Fasano | 0-3     | 23-25, 16-25, 22-25        |
| 20-04               | - Pagliare                    | 3-1     | 25-14, 25-14, 20-25, 25-9  |
| 03-04               | Futura Teramo - Pescara 3     | 3-0     | 25-17, 25-16, 25-23        |
| 02-04               | Europa - Montesilvano         | 3-1     | 21-25, 25-17, 25-19, 25-10 |
| 02-04               | Sportilia - Adriatica         | 3-1     | 25-19, 16-25, 25-16, 25-22 |

| Tredicesima giornata |                             |           |                                   |
|                      |                             |           |                                   |
| Riposa:              | Pescara 3                   | Pescara 3 | Pescara 3                         |
| 09-04                | Torresi - Sportilia         | 3-0       | 25-22, 25-20, 25-18               |
| 09-04                | Pagliare - Il Podio Fasano  | 0-3       | 22-25, 8-25, 21-25                |
| 10-04                | Adriatica - Europa          | 2-3       | 21-25, 22-25, 25-17, 25-20, 11-15 |
| 10-04                | Futura Teramo - Dannunziana | 3-0       | 25-15, 25-12, 25-16               |
| 09-04                | Montesilvano -              | 1-3       | 26-24, 20-25, 15-25, 16-25        |

| Quattordicesima giornata |                              |           |                            |
|                          |                              |           |                            |
| Riposa:                  | Sportilia                    | Sportilia | Sportilia                  |
| 23-04                    | Dannunziana - Pagliare       | 0-3       | 17-25, 19-25, 8-25         |
| 23-04                    | Europa - Torresi             | 3-1       | 25-23, 25-23, 20-25, 25-11 |
| 23-04                    | Il Podio Fasano - Pescara 3  | 3-1       | 25-17, 25-13, 16-25, 25-16 |
| 23-04                    | - Adriatica                  | 3-0       | 25-12, 25-22, 25-13        |
| 23-04                    | Futura Teramo - Montesilvano | 3-0       | 25-15, 25-20, 25-20        |

| Quindicesima giornata |                                |               |                                   |
|                       |                                |               |                                   |
| Riposa:               | Futura Teramo                  | Futura Teramo | Futura Teramo                     |
| 30-04                 | Pescara 3 - Pagliare           | 0-3           | 20-25, 20-25, 24-26               |
| 29-04                 | Sportilia - Europa             | 0-3           | 21-25, 23-25, 18-25               |
| 30-04                 | Torresi -                      | 3-2           | 25-18, 22-25, 25-17, 21-25, 18-16 |
| 30-04                 | Montesilvano - Il Podio Fasano | 1-3           | 16-25, 24-26, 25-23, 22-25        |
| 30-04                 | Adriatica - Dannunziana        | 3-2           | 15-25, 25-17, 20-25, 25-10, 15-11 |

| Sedicesima giornata |                             |        |                     |
|                     |                             |        |                     |
| Riposa:             | Europa                      | Europa | Europa              |
| 03-03               | Dannunziana - Pescara 3     | 3-0    | 25-20, 25-12, 25-17 |
| 12-02               | Pagliare - Montesilvano     | 3-0    | 25-22, 25-21, 25-15 |
| 12-02               | - Sportilia                 | 3-0    | 25-22, 25-19, 25-22 |
| 13-02               | Futura Teramo - Torresi     | 3-0    | 25-15, 25-22, 25-18 |
| 12-02               | Il Podio Fasano - Adriatica | 3-0    | 25-17, 25-19, 25-15 |

| Diciassettesima giornata |                            |     |                                   |
|                          |                            |     |                                   |
| Riposa:                  |                            |     |                                   |
| 19-02                    | Montesilvano - Dannunziana | 3-0 | 28-26, 25-20, 27-25               |
| 20-02                    | Adriatica - Pescara 3      | 3-2 | 16-25, 21-25, 27-25, 25-23, 15-10 |
| 19-02                    | Europa - Futura Teramo     | 2-3 | 18-25, 25-22, 25-15, 25-27, 9-15  |
| 19-02                    | Torresi - Il Podio Fasano  | 1-3 | 29-27, 23-25, 16-25, 22-25        |
| 19-02                    | Sportilia - Pagliare       | 3-1 | 25-20, 25-20, 18-25, 25-21        |

| Diciottesima giornata |                           |                 |                                   |
|                       |                           |                 |                                   |
| Riposa:               | Il Podio Fasano           | Il Podio Fasano | Il Podio Fasano                   |
| 26-02                 | Pescara 3 - Montesilvano  | 3-2             | 24-26, 25-19, 25-20, 14-25, 16-14 |
| 26-02                 | - Europa                  | 3-0             | 25-19, 25-19, 25-14               |
| 26-02                 | Dannunziana - Torresi     | 1-3             | 25-23, 22-25, 15-25, 16-25        |
| 26-02                 | Pagliare - Adriatica      | 1-3             | 24-26, 29-27, 22-25, 21-25        |
| 26-02                 | Futura Teramo - Sportilia | 3-1             | 25-17, 25-18, 23-25, 25-13        |

| Diciannovesima giornata |                             |             |                                   |
|                         |                             |             |                                   |
| Riposa:                 | Dannunziana                 | Dannunziana | Dannunziana                       |
| 06-03                   | Adriatica - Montesilvano    | 3-1         | 25-19, 15-25, 25-13, 25-22        |
| 05-03                   | - Futura Teramo             | 3-0         | 25-17, 27-25, 25-23               |
| 05-03                   | Torresi - Pagliare          | 2-3         | 25-15, 19-25, 25-19, 18-25, 14-16 |
| 05-03                   | Sportilia - Il Podio Fasano | 3-1         | 26-24, 25-8, 16-25, 25-21         |
| 05-03                   | Europa - Pescara 3          | 3-0         | 25-14, 25-16, 25-21               |

| Ventesima giornata |                           |          |                                   |
|                    |                           |          |                                   |
| Riposa:            | Pagliare                  | Pagliare | Pagliare                          |
| 12-03              | Pescara 3 - Torresi       | 1-3      | 26-24, 17-25, 14-25, 23-25        |
| 12-03              | Europa - Il Podio Fasano  | 3-2      | 27-25, 23-25, 25-19, 20-25, 15-12 |
| 13-03              | Futura Teramo - Adriatica | 3-0      | 25-23, 25-20, 25-21               |
| 12-03              | Montesilvano - Sportilia  | 0-3      | 22-25, 16-25, 23-25               |
| 12-03              | Dannunziana -             | 0-3      | 16-25, 8-25, 14-25                |

| Ventunesima giornata |                          |           |                            |
|                      |                          |           |                            |
| Riposa:              | Adriatica                | Adriatica | Adriatica                  |
| 19-03                | Torresi - Montesilvano   | 3-1       | 25-23, 23-25, 25-22, 25-21 |
| 19-03                | - Il Podio Fasano        | 3-0       | 25-14, 25-15, 25-19        |
| 06-04                | Europa - Dannunziana     | 3-0       | 25-18, 25-21, 25-17        |
| 20-03                | Futura Teramo - Pagliare | 3-1       | 25-15, 25-17, 23-25, 25-12 |
| 19-03                | Sportilia - Pescara 3    | 3-0       | 26-24, 25-21, 25-13        |

| Ventiduesima giornata |                                 |              |                                   |
|                       |                                 |              |                                   |
| Riposa:               | Montesilvano                    | Montesilvano | Montesilvano                      |
| 26-03                 | Adriatica - Torresi             | 3-2          | 22-25, 25-27, 25-19, 25-17, 15-12 |
| 26-03                 | Il Podio Fasano - Futura Teramo | 3-2          | 29-27, 25-21, 19-25, 21-25, 15-11 |
| 13-04                 | Pagliare - Europa               | 3-0          | 25-18, 25-21, 27-25               |
| 14-04                 | Pescara 3 -                     | 0-3          | 22-25, 13-25, 23-25               |
| 26-03                 | Dannunziana - Sportilia         | 1-3          | 22-25, 25-21, 17-25, 17-25        |

#### Classifica
| Pos. | Squadra         | Pt | G  | V  | P  | SV | SP | Ratio | PF    | PS    | Ratio |
| ---- | --------------- | -- | -- | -- | -- | -- | -- | ----- | ----- | ----- | ----- |
| 1.   | Corridonia      | 53 | 20 | 17 | 3  | 57 | 14 | 4,071 | 1 688 | 1 284 | 1,314 |
| 2.   | Futura Teramo   | 50 | 20 | 17 | 3  | 55 | 22 | 2,500 | 1 794 | 1 537 | 1,167 |
| 3.   | Il Podio Fasano | 43 | 20 | 15 | 5  | 51 | 26 | 1,961 | 1 710 | 1 568 | 1,090 |
| 4.   | Europa          | 40 | 20 | 14 | 6  | 47 | 31 | 1,516 | 1 755 | 1 605 | 1,093 |
| 5.   | Torresi         | 35 | 20 | 11 | 9  | 43 | 37 | 1,162 | 1 769 | 1 766 | 1,001 |
| 6.   | Adriatica       | 27 | 20 | 10 | 10 | 36 | 43 | 0,837 | 1 711 | 1 727 | 0,990 |
| 7.   | Sportilia       | 25 | 20 | 8  | 12 | 32 | 42 | 0,761 | 1 559 | 1 643 | 0,948 |
| 8.   | Pagliare        | 20 | 20 | 7  | 13 | 32 | 45 | 0,711 | 1 603 | 1 698 | 0,944 |
| 9.   | Montesilvano    | 14 | 20 | 4  | 16 | 26 | 52 | 0,500 | 1 592 | 1 822 | 0,873 |
| 10.  | Pescara 3       | 13 | 20 | 4  | 16 | 23 | 54 | 0,425 | 1 516 | 1 770 | 0,856 |
| 11.  | Dannunziana     | 10 | 20 | 3  | 17 | 17 | 53 | 0,320 | 1 361 | 1 638 | 0,830 |

      Promossa in serie B1.
      Qualificata ai play-off promozione.
      Retrocessa in Serie C.

## Girone M

### Squadre partecipanti
- CUS Siena
- Foligno
- Grosseto
- Liberi e Forti
- Piandiscò
- Ponte Felcino

- Trasimeno
- Trestina
- Valdarninsieme
- Viterbo
- Volleyrò
- Wealth Planet Perugia II

### Regular season

#### Risultati
| Prima giornata |                                          |     |                                   |
|                |                                          |     |                                   |
| 16-10          | Foligno - Viterbo                        | 0-3 | 17-25, 20-25, 17-25               |
| 16-10          | Piandiscò - Volleyrò                     | 3-0 | 25-15, 25-15, 25-20               |
| 16-10          | Wealth Planet Perugia II - Ponte Felcino | 0-3 | 9-25, 17-25, 17-25                |
| 17-10          | Valdarninsieme - CUS Siena               | 2-3 | 25-14, 23-25, 25-17, 20-25, 13-15 |
| 16-10          | Liberi e Forti - Trasimeno               | 3-0 | 25-11, 25-14, 25-13               |
| 16-10          | Grosseto - Trestina                      | 3-1 | 19-25, 25-23, 25-17, 25-21        |

| Seconda giornata |                                     |     |                                   |
|                  |                                     |     |                                   |
| 23-10            | Trestina - Foligno                  | 3-2 | 25-17, 24-26, 25-23, 12-25, 15-6  |
| 23-10            | Volleyrò - Wealth Planet Perugia II | 1-3 | 25-23, 21-25, 22-25, 16-25        |
| 23-10            | Viterbo - Valdarninsieme            | 2-3 | 25-23, 24-26, 17-25, 25-20, 11-15 |
| 23-10            | Trasimeno - Grosseto                | 3-2 | 21-25, 16-25, 25-20, 25-22, 17-15 |
| 23-10            | CUS Siena - Piandiscò               | 3-1 | 25-22, 25-22, 22-25, 25-21        |
| 23-10            | Ponte Felcino - Liberi e Forti      | 3-2 | 21-25, 22-25, 25-20, 28-26, 15-8  |

| Terza giornata |                                      |     |                                   |
|                |                                      |     |                                   |
| 30-10          | Wealth Planet Perugia II - Piandiscò | 2-3 | 22-25, 25-13, 23-25, 25-22, 10-15 |
| 30-10          | Viterbo - Trestina                   | 3-1 | 25-14, 25-17, 25-27, 25-16        |
| 30-10          | Foligno - Trasimeno                  | 3-0 | 25-17, 25-21, 25-21               |
| 31-10          | Valdarninsieme - Volleyrò            | 3-1 | 25-19, 23-25, 25-19, 25-7         |
| 30-10          | Grosseto - Ponte Felcino             | 0-3 | 25-27, 21-25, 25-27               |
| 30-10          | Liberi e Forti - CUS Siena           | 3-0 | 25-21, 25-12, 25-14               |

| Quarta giornata |                                           |     |                            |
|                 |                                           |     |                            |
| 07-11           | Wealth Planet Perugia II - Valdarninsieme | 0-3 | 22-25, 12-25, 18-25        |
| 06-11           | Trasimeno - Trestina                      | 3-1 | 25-22, 14-25, 25-23, 25-21 |
| 06-11           | Ponte Felcino - Foligno                   | 3-0 | 25-15, 25-18, 25-20        |
| 06-11           | Volleyrò - Liberi e Forti                 | 0-3 | 20-25, 10-25, 23-25        |
| 06-11           | Piandiscò - Grosseto                      | 3-0 | 25-14, 25-15, 25-23        |
| 06-11           | CUS Siena - Viterbo                       | 1-3 | 25-23, 20-25, 20-25, 18-25 |

| Quinta giornata |                                           |     |                                   |
|                 |                                           |     |                                   |
| 14-11           | Valdarninsieme - Piandiscò                | 3-0 | 25-22, 25-18, 25-20               |
| 13-11           | Viterbo - Trasimeno                       | 3-2 | 20-25, 20-25, 25-22, 25-11, 15-8  |
| 13-11           | Liberi e Forti - Wealth Planet Perugia II | 3-1 | 25-20, 16-25, 25-23, 25-21        |
| 13-11           | Trestina - Ponte Felcino                  | 3-1 | 26-24, 21-25, 25-22, 25-22        |
| 13-11           | Foligno - CUS Siena                       | 3-2 | 22-25, 24-26, 29-27, 25-18, 15-13 |
| 13-11           | Grosseto - Volleyrò                       | 3-0 | 25-10, 25-21, 25-19               |

| Sesta giornata |                                     |     |                                   |
|                |                                     |     |                                   |
| 20-11          | Piandiscò - Liberi e Forti          | 2-3 | 25-17, 19-25, 20-25, 25-19, 14-16 |
| 20-11          | Ponte Felcino - Viterbo             | 3-0 | 25-19, 25-13, 25-17               |
| 21-11          | Valdarninsieme - Grosseto           | 3-0 | 26-24, 25-16, 25-19               |
| 20-11          | CUS Siena - Trasimeno               | 3-2 | 25-17, 21-25, 25-23, 21-25, 17-15 |
| 20-11          | Volleyrò - Foligno                  | 3-2 | 25-19, 26-24, 17-25, 13-25, 15-10 |
| 20-11          | Wealth Planet Perugia II - Trestina | 3-2 | 25-21, 27-25, 24-26, 24-26, 15-13 |

| Settima giornata |                                     |     |                            |
|                  |                                     |     |                            |
| 27-11            | Liberi e Forti - Valdarninsieme     | 1-3 | 29-27, 19-25, 22-25, 10-25 |
| 27-11            | Trasimeno - Ponte Felcino           | 0-3 | 21-25, 18-25, 21-25        |
| 27-11            | Foligno - Piandiscò                 | 0-3 | 20-25, 23-25, 12-25        |
| 27-11            | Viterbo - Volleyrò                  | 3-0 | 25-23, 25-8, 25-18         |
| 27-11            | Grosseto - Wealth Planet Perugia II | 1-3 | 20-25, 25-23, 23-25, 21-25 |
| 27-11            | Trestina - CUS Siena                | 3-0 | 25-16, 25-16, 25-20        |

| Ottava giornata |                                    |     |                                   |
|                 |                                    |     |                                   |
| 04-12           | Liberi e Forti - Grosseto          | 3-1 | 25-13, 25-19, 24-26, 25-13        |
| 04-12           | CUS Siena - Ponte Felcino          | 2-3 | 10-25, 25-16, 23-25, 25-21, 11-15 |
| 04-12           | Wealth Planet Perugia II - Foligno | 3-0 | 25-14, 25-21, 25-12               |
| 04-12           | Volleyrò - Trestina                | 3-2 | 17-25, 25-23, 25-21, 10-25, 15-9  |
| 04-12           | Piandiscò - Viterbo                | 3-2 | 32-34, 20-25, 25-13, 25-15, 15-13 |
| 05-12           | Valdarninsieme - Trasimeno         | 3-0 | 25-21, 25-19, 25-11               |

| Nona giornata |                                    |     |                                  |
|               |                                    |     |                                  |
| 11-12         | Foligno - Valdarninsieme           | 0-3 | 20-25, 17-25, 23-25              |
| 11-12         | Trasimeno - Volleyrò               | 0-3 | 23-25, 14-25, 22-25              |
| 11-12         | Grosseto - CUS Siena               | 3-1 | 25-15, 14-25, 25-13, 25-21       |
| 11-12         | Trestina - Liberi e Forti          | 1-3 | 24-26, 25-27, 25-21, 18-25       |
| 11-12         | Ponte Felcino - Piandiscò          | 3-2 | 20-25, 25-22, 17-25, 32-30, 15-7 |
| 11-12         | Viterbo - Wealth Planet Perugia II | 3-0 | 25-15, 25-21, 25-23              |

| Decima giornata |                                      |     |                                   |
|                 |                                      |     |                                   |
| 18-12           | Liberi e Forti - Foligno             | 3-0 | 25-17, 25-13, 25-17               |
| 18-12           | Volleyrò - Ponte Felcino             | 1-3 | 14-25, 25-21, 21-25, 22-25        |
| 18-12           | Piandiscò - Trasimeno                | 3-1 | 25-17, 29-27, 24-26, 25-21        |
| 18-12           | Wealth Planet Perugia II - CUS Siena | 3-1 | 25-20, 21-25, 25-22, 25-14        |
| 19-12           | Valdarninsieme - Trestina            | 3-2 | 25-21, 25-23, 18-25, 19-25, 15-6  |
| 22-02           | Grosseto - Viterbo                   | 3-2 | 23-25, 25-17, 25-18, 17-25, 15-11 |

| Undicesima giornata |                                      |     |                                   |
|                     |                                      |     |                                   |
| 08-01               | Foligno - Grosseto                   | 2-3 | 25-22, 20-25, 25-18, 13-25, 9-15  |
| 12-01               | CUS Siena - Volleyrò                 | 0-3 | 19-25, 14-25, 23-25               |
| 21-04               | Trasimeno - Wealth Planet Perugia II | 3-2 | 25-22, 25-23, 21-25, 22-25, 15-13 |
| 02-03               | Ponte Felcino - Valdarninsieme       | 2-3 | 25-10, 26-24, 20-25, 21-25, 11-15 |
| 23-02               | Viterbo - Liberi e Forti             | 2-3 | 18-25, 25-22, 25-18, 18-25, 9-15  |
| 16-03               | Trestina - Piandiscò                 | 0-3 | 19-25, 18-25, 20-25               |

| Dodicesima giornata |                                          |     |                                   |
|                     |                                          |     |                                   |
| 02-04               | Viterbo - Foligno                        | 3-2 | 24-26, 25-13, 25-10, 21-25, 15-9  |
| 02-04               | Volleyrò - Piandiscò                     | 0-3 | 16-25, 27-29, 22-25               |
| 02-04               | Ponte Felcino - Wealth Planet Perugia II | 2-3 | 25-16, 23-25, 26-28, 25-17, 12-15 |
| 02-04               | CUS Siena - Valdarninsieme               | 0-3 | 20-25, 14-25, 20-25               |
| 02-04               | Trasimeno - Liberi e Forti               | 0-3 | 24-26, 17-25, 18-25               |
| 02-04               | Trestina - Grosseto                      | 3-1 | 25-16, 25-19, 18-25, 25-12        |

| Tredicesima giornata |                                     |     |                                   |
|                      |                                     |     |                                   |
| 09-04                | Foligno - Trestina                  | 3-2 | 22-25, 25-22, 25-21, 19-25, 15-12 |
| 09-04                | Wealth Planet Perugia II - Volleyrò | 0-3 | 19-25, 13-25, 21-25               |
| 10-04                | Valdarninsieme - Viterbo            | 3-0 | 25-20, 25-23, 25-20               |
| 09-04                | Grosseto - Trasimeno                | 3-1 | 25-12, 25-23, 22-25, 26-24        |
| 09-04                | Piandiscò - CUS Siena               | 2-3 | 24-26, 20-25, 25-20, 25-20, 9-15  |
| 09-04                | Liberi e Forti - Ponte Felcino      | 3-0 | 25-21, 25-11, 25-11               |

| Quattordicesima giornata |                                      |     |                                   |
|                          |                                      |     |                                   |
| 23-04                    | Piandiscò - Wealth Planet Perugia II | 3-0 | 25-16, 25-23, 25-18               |
| 23-04                    | Trestina - Viterbo                   | 0-3 | 25-27, 23-25, 17-25               |
| 23-04                    | Trasimeno - Foligno                  | 2-3 | 27-29, 17-25, 25-23, 26-24, 10-15 |
| 23-04                    | Volleyrò - Valdarninsieme            | 1-3 | 25-21, 14-25, 17-25, 20-25        |
| 23-04                    | Ponte Felcino - Grosseto             | 3-1 | 26-24, 25-21, 20-25, 25-19        |
| 23-04                    | CUS Siena - Liberi e Forti           | 0-3 | 23-25, 21-25, 13-25               |

| Quindicesima giornata |                                           |     |                                   |
|                       |                                           |     |                                   |
| 30-04                 | Valdarninsieme - Wealth Planet Perugia II | 3-0 | 25-15, 25-15, 25-17               |
| 30-04                 | Trestina - Trasimeno                      | 3-0 | 25-15, 28-26, 25-19               |
| 30-04                 | Foligno - Ponte Felcino                   | 3-2 | 24-26, 25-14, 21-25, 25-15, 15-9  |
| 30-04                 | Liberi e Forti - Volleyrò                 | 2-3 | 24-26, 25-19, 25-21, 17-25, 13-15 |
| 30-04                 | Grosseto - Piandiscò                      | 3-0 | 25-18, 25-17, 25-20               |
| 30-04                 | Viterbo - CUS Siena                       | 3-0 | 25-11, 25-16, 25-15               |

| Sedicesima giornata |                                           |     |                                  |
|                     |                                           |     |                                  |
| 12-02               | Piandiscò - Valdarninsieme                | 2-3 | 25-19, 17-25, 26-24, 10-25, 7-15 |
| 12-02               | Trasimeno - Viterbo                       | 1-3 | 16-25, 20-25, 25-23, 23-25       |
| 12-02               | Wealth Planet Perugia II - Liberi e Forti | 0-3 | 15-25, 20-25, 17-25              |
| 12-02               | Ponte Felcino - Trestina                  | 3-0 | 25-19, 25-15, 25-15              |
| 12-04               | CUS Siena - Foligno                       | 3-1 | 25-22, 25-17, 22-25, 25-15       |
| 13-02               | Volleyrò - Grosseto                       | 3-1 | 25-18, 25-22, 11-25, 25-18       |

| Diciassettesima giornata |                                     |     |                            |
|                          |                                     |     |                            |
| 19-02                    | Liberi e Forti - Piandiscò          | 3-0 | 25-14, 25-14, 25-11        |
| 19-02                    | Viterbo - Ponte Felcino             | 0-3 | 24-26, 23-25, 24-26        |
| 19-02                    | Grosseto - Valdarninsieme           | 0-3 | 17-25, 18-25, 20-25        |
| 19-02                    | Trasimeno - CUS Siena               | 3-0 | 25-12, 28-26, 25-22        |
| 19-02                    | Foligno - Volleyrò                  | 0-3 | 23-25, 16-25, 18-25        |
| 19-02                    | Trestina - Wealth Planet Perugia II | 1-3 | 22-25, 22-25, 25-19, 19-25 |

| Diciottesima giornata |                                     |     |                                   |
|                       |                                     |     |                                   |
| 27-02                 | Valdarninsieme - Liberi e Forti     | 3-2 | 25-22, 10-25, 25-20, 21-25, 15-12 |
| 26-02                 | Ponte Felcino - Trasimeno           | 3-2 | 25-22, 21-25, 25-18, 24-26, 15-12 |
| 26-02                 | Piandiscò - Foligno                 | 3-0 | 25-21, 25-11, 25-22               |
| 26-02                 | Volleyrò - Viterbo                  | 3-1 | 25-20, 25-13, 13-25, 25-17        |
| 07-04                 | Wealth Planet Perugia II - Grosseto | 3-1 | 25-17, 25-22, 23-25, 25-20        |
| 26-02                 | CUS Siena - Trestina                | 1-3 | 25-21, 20-25, 18-25, 18-25        |

| Diciannovesima giornata |                                    |     |                            |
|                         |                                    |     |                            |
| 05-03                   | Grosseto - Liberi e Forti          | 1-3 | 14-25, 25-16, 15-25, 16-25 |
| 05-03                   | Ponte Felcino - CUS Siena          | 3-0 | 25-13, 25-15, 25-21        |
| 05-03                   | Foligno - Wealth Planet Perugia II | 1-3 | 25-20, 24-26, 20-25, 23-25 |
| 05-03                   | Trestina - Volleyrò                | 0-3 | 23-25, 15-25, 15-25        |
| 05-03                   | Viterbo - Piandiscò                | 3-0 | 25-15, 25-19, 25-12        |
| 05-03                   | Trasimeno - Valdarninsieme         | 0-3 | 18-25, 20-25, 19-25        |

| Ventesima giornata |                                    |     |                                   |
|                    |                                    |     |                                   |
| 13-03              | Valdarninsieme - Foligno           | 3-0 | 25-14, 25-16, 25-14               |
| 12-03              | Volleyrò - Trasimeno               | 3-1 | 25-18, 25-20, 19-25, 25-23        |
| 12-03              | CUS Siena - Grosseto               | 3-0 | 25-20, 25-21, 25-22               |
| 12-03              | Liberi e Forti - Trestina          | 3-0 | 25-22, 25-22, 25-22               |
| 30-03              | Piandiscò - Ponte Felcino          | 3-2 | 25-27, 25-22, 25-23, 16-25, 15-13 |
| 14-04              | Wealth Planet Perugia II - Viterbo | 1-3 | 25-18, 19-25, 16-25, 11-25        |

| Ventunesima giornata |                                      |     |                                   |
|                      |                                      |     |                                   |
| 19-03                | Foligno - Liberi e Forti             | 0-3 | 9-25, 19-25, 19-25                |
| 19-03                | Ponte Felcino - Volleyrò             | 3-2 | 24-26, 25-20, 23-25, 25-16, 15-6  |
| 19-03                | Trasimeno - Piandiscò                | 2-3 | 22-25, 25-15, 19-25, 25-22, 10-15 |
| 19-04                | CUS Siena - Wealth Planet Perugia II | 3-0 | 25-17, 25-15, 25-15               |
| 19-03                | Trestina - Valdarninsieme            | 1-3 | 13-25, 17-25, 25-18, 9-25         |
| 19-03                | Viterbo - Grosseto                   | 3-1 | 25-15, 22-25, 25-14, 25-21        |

| Ventiduesima giornata |                                      |     |                            |
|                       |                                      |     |                            |
| 26-03                 | Grosseto - Foligno                   | 3-0 | 25-22, 25-18, 25-21        |
| 26-03                 | Volleyrò - CUS Siena                 | 3-0 | 25-20, 26-24, 25-15        |
| 28-03                 | Wealth Planet Perugia II - Trasimeno | 3-0 | 25-8, 25-16, 25-19         |
| 26-03                 | Valdarninsieme - Ponte Felcino       | 3-1 | 25-18, 25-13, 19-25, 26-24 |
| 26-03                 | Liberi e Forti - Viterbo             | 3-0 | 25-16, 25-18, 25-14        |
| 26-03                 | Piandiscò - Trestina                 | 0-3 | 23-25, 23-25, 25-27        |

#### Classifica
| Pos. | Squadra                  | Pt | G  | V  | P  | SV | SP | Ratio | PF    | PS    | Ratio |
| ---- | ------------------------ | -- | -- | -- | -- | -- | -- | ----- | ----- | ----- | ----- |
| 1.   | Valdarninsieme           | 59 | 22 | 21 | 1  | 65 | 18 | 3,611 | 1 930 | 1 562 | 1,235 |
| 2.   | Liberi e Forti           | 55 | 22 | 18 | 4  | 61 | 20 | 3,050 | 1 880 | 1 531 | 1,227 |
| 3.   | Ponte Felcino            | 44 | 22 | 15 | 7  | 55 | 33 | 1,666 | 1 971 | 1 802 | 1,093 |
| 4.   | Viterbo                  | 41 | 22 | 13 | 9  | 48 | 36 | 1,333 | 1 852 | 1 702 | 1,088 |
| 5.   | Piandiscò                | 36 | 22 | 12 | 10 | 45 | 39 | 1,153 | 1 818 | 1 796 | 1,012 |
| 6.   | Volleyrò                 | 34 | 22 | 12 | 10 | 42 | 39 | 1,076 | 1 685 | 1 770 | 0,951 |
| 7.   | Wealth Planet Perugia II | 30 | 22 | 10 | 12 | 36 | 46 | 0,782 | 1 729 | 1 822 | 0,948 |
| 8.   | Trestina                 | 24 | 22 | 7  | 15 | 35 | 50 | 0,700 | 1 821 | 1 887 | 0,965 |
| 9.   | Grosseto                 | 23 | 22 | 8  | 14 | 34 | 49 | 0,693 | 1 756 | 1 840 | 0,954 |
| 10.  | CUS Siena                | 20 | 22 | 7  | 15 | 29 | 53 | 0,547 | 1 653 | 1 868 | 0,884 |
| 11.  | Foligno                  | 15 | 22 | 5  | 17 | 25 | 59 | 0,423 | 1 647 | 1 897 | 0,868 |
| 12.  | Trasimeno                | 15 | 22 | 4  | 18 | 26 | 59 | 0,440 | 1 715 | 1 980 | 0,866 |

      Promossa in serie B1.
      Qualificata ai play-off promozione.
      Qualificata ai play-out retrocessione.
      Retrocessa in Serie C.

## Girone N

### Squadre partecipanti
- Alfieri Cagliari
- Andrea Doria Tivoli
- Fenice Roma
- Friends Roma
- Ghilarza 2008
- Hermaea II[1]

- La Smeralda
- Ostia
- PGS San Paolo
- Revolution Roma
- Talete

### Regular season

#### Risultati
| Prima giornata |                                   |                             |                                   |
|                |                                   |                             |                                   |
| Riposano:      | Friends Roma, PGS San Paolo       | Friends Roma, PGS San Paolo | Friends Roma, PGS San Paolo       |
| 08-12          | Alfieri Cagliari - Talete         | 1-3                         | 13-25, 25-20, 13-25, 20-25        |
| 16-10          | Andrea Doria Tivoli - Fenice Roma | 3-2                         | 26-28, 25-16, 25-17, 15-25, 17-15 |
| 08-12          | Ostia - La Smeralda               | 3-2                         | 21-25, 25-22, 25-21, 18-25, 15-12 |
| 08-12          | Revolution Roma - Ghilarza 2008   | 3-0                         | 25-16, 25-21, 25-15               |

| Seconda giornata |                                   |                                   |                                   |
|                  |                                   |                                   |                                   |
| Riposano:        | Alfieri Cagliari, Revolution Roma | Alfieri Cagliari, Revolution Roma | Alfieri Cagliari, Revolution Roma |
| 23-10            | Fenice Roma - Friends Roma        | 0-3                               | 20-25, 22-25, 28-30               |
| 23-10            | Talete - Ostia                    | 2-3                               | 25-12, 25-12, 21-25, 23-25, 8-15  |
| 23-10            | Ghilarza 2008 - PGS San Paolo     | 0-3                               | 22-25, 20-25, 19-25               |
| 05-01            | La Smeralda - Andrea Doria Tivoli | 0-3                               | 16-25, 19-25, 20-25               |

| Terza giornata |                                    |                       |                            |
|                |                                    |                       |                            |
| Riposano:      | Talete, PGS San Paolo              | Talete, PGS San Paolo | Talete, PGS San Paolo      |
| 30-10          | Friends Roma - Andrea Doria Tivoli | 3-1                   | 25-18, 23-25, 25-19, 25-23 |
| 30-10          | Alfieri Cagliari - Ghilarza 2008   | 3-1                   | 25-17, 21-25, 25-18, 25-21 |
| 30-10          | Ostia - Fenice Roma                | 3-1                   | 25-20, 24-26, 25-12, 25-22 |
| 30-10          | Revolution Roma - La Smeralda      | 0-3                   | 23-25, 22-25, 25-27        |

| Quarta giornata |                                     |                                 |                                   |
|                 |                                     |                                 |                                   |
| Riposano:       | Alfieri Cagliari, Ghilarza 2008     | Alfieri Cagliari, Ghilarza 2008 | Alfieri Cagliari, Ghilarza 2008   |
| 06-11           | Friends Roma - Ostia                | 3-2                             | 19-25, 18-25, 25-18, 25-16, 15-9  |
| 06-11           | Fenice Roma - Revolution Roma       | 3-0                             | 25-16, 25-22, 25-23               |
| 06-11           | Andrea Doria Tivoli - PGS San Paolo | 2-3                             | 30-28, 16-25, 25-13, 13-25, 7-15  |
| 06-11           | La Smeralda - Talete                | 3-2                             | 22-25, 25-18, 19-25, 25-23, 15-10 |

| Quinta giornata |                                |     |                                   |
|                 |                                |     |                                   |
| 13-11           | Ostia - Andrea Doria Tivoli    | 3-0 | 25-22, 25-15, 25-16               |
| 14-11           | Talete - Ghilarza 2008         | 3-1 | 25-16, 16-25, 25-19, 25-22        |
| 13-11           | Revolution Roma - Friends Roma | 3-1 | 25-27, 25-15, 25-20, 25-16        |
| 23-11           | Alfieri Cagliari - La Smeralda | 2-3 | 23-25, 25-16, 25-15, 22-25, 11-15 |
| 13-11           | PGS San Paolo - Fenice Roma    | 3-0 | 25-14, 25-14, 25-19               |

| Sesta giornata |                                       |                      |                            |
|                |                                       |                      |                            |
| Riposano:      | Talete, Friends Roma                  | Talete, Friends Roma | Talete, Friends Roma       |
| 20-11          | Andrea Doria Tivoli - Revolution Roma | 0-3                  | 20-25, 23-25, 15-25        |
| 21-11          | Ostia - PGS San Paolo                 | 0-3                  | 20-25, 15-25, 22-25        |
| 20-11          | La Smeralda - Ghilarza 2008           | 3-0                  | 25-23, 29-27, 25-22        |
| 20-11          | Fenice Roma - Alfieri Cagliari        | 3-1                  | 25-19, 25-20, 20-25, 25-18 |

| Settima giornata |                                        |                            |                            |
|                  |                                        |                            |                            |
| Riposano:        | La Smeralda, Ghilarza 2008             | La Smeralda, Ghilarza 2008 | La Smeralda, Ghilarza 2008 |
| 27-11            | Revolution Roma - Ostia                | 3-1                        | 27-25, 23-25, 25-19, 25-23 |
| 27-11            | Alfieri Cagliari - Andrea Doria Tivoli | 0-3                        | 18-25, 17-25, 15-25        |
| 28-11            | Talete - Fenice Roma                   | 3-0                        | 25-16, 25-22, 25-22        |
| 27-11            | PGS San Paolo - Friends Roma           | 3-0                        | 25-12, 25-12, 25-20        |

| Ottava giornata |                                 |                          |                                   |
|                 |                                 |                          |                                   |
| Riposano:       | Fenice Roma, La Smeralda        | Fenice Roma, La Smeralda | Fenice Roma, La Smeralda          |
| 04-12           | Revolution Roma - PGS San Paolo | 1-3                      | 25-18, 26-28, 14-25, 19-25        |
| 04-12           | Friends Roma - Alfieri Cagliari | 3-1                      | 26-24, 25-9, 23-25, 25-16         |
| 04-12           | Andrea Doria Tivoli - Talete    | 3-0                      | 25-20, 26-24, 25-21               |
| 05-12           | Ostia - Ghilarza 2008           | 3-2                      | 19-25, 18-25, 25-13, 25-22, 15-10 |

| Nona giornata |                                      |                                      |                                      |
|               |                                      |                                      |                                      |
| Riposano:     | Andrea Doria Tivoli, Revolution Roma | Andrea Doria Tivoli, Revolution Roma | Andrea Doria Tivoli, Revolution Roma |
| 11-12         | Alfieri Cagliari - Ostia             | 3-0                                  | 25-20, 27-25, 25-22                  |
| 11-12         | Ghilarza 2008 - Fenice Roma          | 3-1                                  | 25-23, 24-26, 25-22, 25-23           |
| 11-12         | PGS San Paolo - La Smeralda          | 3-0                                  | 25-22, 25-20, 25-15                  |
| 12-12         | Talete - Friends Roma                | 3-0                                  | 25-22, 25-19, 25-22                  |

| Decima giornata |                                     |                    |                            |
|                 |                                     |                    |                            |
| Riposano:       | Fenice Roma, Ostia                  | Fenice Roma, Ostia | Fenice Roma, Ostia         |
| 18-12           | Revolution Roma - Alfieri Cagliari  | 3-0                | 27-25, 25-15, 25-11        |
| 30-12           | Andrea Doria Tivoli - Ghilarza 2008 | 3-0                | 25-18, 25-20, 25-20        |
| 18-12           | Friends Roma - La Smeralda          | 3-1                | 22-25, 25-19, 25-22, 25-15 |
| 18-12           | PGS San Paolo - Talete              | 3-1                | 25-27, 25-22, 25-16, 25-19 |

| Undicesima giornata |                                  |                            |                            |
|                     |                                  |                            |                            |
| Riposano:           | Andrea Doria Tivoli, Ostia       | Andrea Doria Tivoli, Ostia | Andrea Doria Tivoli, Ostia |
| 08-01               | Alfieri Cagliari - PGS San Paolo | 0-3                        | 18-25, 7-25, 11-25         |
| 05-03               | La Smeralda - Fenice Roma        | 3-1                        | 22-25, 29-27, 25-14, 25-18 |
| 06-03               | Ghilarza 2008 - Friends Roma     | 3-0                        | 25-19, 25-16, 25-16        |
| 15-03               | Revolution Roma - Talete         | 0-3                        | 22-25, 19-25, 23-25        |

| Dodicesima giornata |                                   |                             |                             |
|                     |                                   |                             |                             |
| Riposano:           | Friends Roma, PGS San Paolo       | Friends Roma, PGS San Paolo | Friends Roma, PGS San Paolo |
| 03-04               | Talete - Alfieri Cagliari         | 0-3                         | 20-25, 20-25, 20-25         |
| 02-04               | Fenice Roma - Andrea Doria Tivoli | 3-0                         | 25-19, 25-21, 25-20         |
| 02-04               | La Smeralda - Ostia               | 3-1                         | 25-17, 25-22, 22-25, 25-20  |
| 02-04               | Ghilarza 2008 - Revolution Roma   | 0-3                         | 22-25, 20-25, 12-25         |

| Tredicesima giornata |                                   |                                   |                                   |
|                      |                                   |                                   |                                   |
| Riposano:            | Alfieri Cagliari, Revolution Roma | Alfieri Cagliari, Revolution Roma | Alfieri Cagliari, Revolution Roma |
| 09-04                | Friends Roma - Fenice Roma        | 2-3                               | 22-25, 25-20, 20-25, 25-22, 10-15 |
| 09-04                | Ostia - Talete                    | 3-0                               | 25-22, 25-18, 25-20               |
| 09-04                | PGS San Paolo - Ghilarza 2008     | 3-0                               | 25-20, 27-25, 25-17               |
| 09-04                | Andrea Doria Tivoli - La Smeralda | 1-3                               | 13-25, 25-14, 29-31, 14-25        |

| Quattordicesima giornata |                                    |                       |                                   |
|                          |                                    |                       |                                   |
| Riposano:                | Talete, PGS San Paolo              | Talete, PGS San Paolo | Talete, PGS San Paolo             |
| 23-04                    | Andrea Doria Tivoli - Friends Roma | 3-1                   | 31-29, 27-25, 25-27, 25-21        |
| 23-04                    | Ghilarza 2008 - Alfieri Cagliari   | 1-3                   | 25-20, 26-28, 23-25, 18-25        |
| 23-04                    | Fenice Roma - Ostia                | 2-3                   | 28-26, 25-20, 24-26, 22-25, 13-15 |
| 23-04                    | La Smeralda - Revolution Roma      | 0-3                   | 22-25, 23-25, 17-25               |

| Quindicesima giornata |                                     |                                 |                                   |
|                       |                                     |                                 |                                   |
| Riposano:             | Alfieri Cagliari, Ghilarza 2008     | Alfieri Cagliari, Ghilarza 2008 | Alfieri Cagliari, Ghilarza 2008   |
| 30-04                 | Ostia - Friends Roma                | 1-3                             | 12-25, 21-25, 25-18, 19-25        |
| 30-04                 | Revolution Roma - Fenice Roma       | 3-2                             | 25-12, 23-25, 25-12, 17-25, 15-13 |
| 30-04                 | PGS San Paolo - Andrea Doria Tivoli | 3-1                             | 25-14, 25-13, 21-25, 25-19        |
| 30-04                 | Talete - La Smeralda                | 0-3                             | 15-25, 23-25, 20-25               |

| Sedicesima giornata |                                |     |                            |
|                     |                                |     |                            |
| 12-02               | Andrea Doria Tivoli - Ostia    | 3-1 | 19-25, 26-24, 25-23, 25-21 |
| 12-02               | Ghilarza 2008 - Talete         | 3-1 | 22-25, 25-21, 25-12, 25-21 |
| 12-02               | Friends Roma - Revolution Roma | 0-3 | 18-25, 22-25, 16-25        |
| 12-02               | La Smeralda - Alfieri Cagliari | 3-1 | 21-25, 25-13, 25-15, 25-12 |
| 12-02               | Fenice Roma - PGS San Paolo    | 0-3 | 23-25, 15-25, 14-25        |

| Diciassettesima giornata |                                       |                      |                                   |
|                          |                                       |                      |                                   |
| Riposano:                | Talete, Friends Roma                  | Talete, Friends Roma | Talete, Friends Roma              |
| 19-02                    | Revolution Roma - Andrea Doria Tivoli | 3-2                  | 16-25, 17-25, 25-17, 26-24, 15-11 |
| 19-02                    | PGS San Paolo - Ostia                 | 3-1                  | 13-25, 25-22, 25-16, 25-18        |
| 19-02                    | Ghilarza 2008 - La Smeralda           | 0-3                  | 12-25, 17-25, 25-27               |
| 19-02                    | Alfieri Cagliari - Fenice Roma        | 3-1                  | 25-21, 23-25, 25-21, 25-18        |

| Diciottesima giornata |                                        |                            |                                   |
|                       |                                        |                            |                                   |
| Riposano:             | La Smeralda, Ghilarza 2008             | La Smeralda, Ghilarza 2008 | La Smeralda, Ghilarza 2008        |
| 26-02                 | Ostia - Revolution Roma                | 3-2                        | 27-25, 25-14, 20-25, 15-25, 15-10 |
| 26-02                 | Andrea Doria Tivoli - Alfieri Cagliari | 3-0                        | 25-22, 25-19, 25-20               |
| 26-02                 | Fenice Roma - Talete                   | 1-3                        | 23-25, 25-21, 22-25, 14-25        |
| 26-02                 | Friends Roma - PGS San Paolo           | 0-3                        | 12-25, 12-25, 22-25               |

| Diciannovesima giornata |                                 |                          |                                 |
|                         |                                 |                          |                                 |
| Riposano:               | Fenice Roma, La Smeralda        | Fenice Roma, La Smeralda | Fenice Roma, La Smeralda        |
| 05-03                   | PGS San Paolo - Revolution Roma | 3-0                      | 26-24, 25-12, 25-18             |
| 05-03                   | Alfieri Cagliari - Friends Roma | 3-0                      | 25-17, 25-17, 25-23             |
| 06-03                   | Talete - Andrea Doria Tivoli    | 3-2                      | 25-16, 25-18, 9-25, 20-25, 15-9 |
| 05-03                   | Ghilarza 2008 - Ostia           | 0-3                      | 23-25, 19-25, 20-25             |

| Ventesima giornata |                                      |                                      |                                      |
|                    |                                      |                                      |                                      |
| Riposano:          | Andrea Doria Tivoli, Revolution Roma | Andrea Doria Tivoli, Revolution Roma | Andrea Doria Tivoli, Revolution Roma |
| 13-03              | Ostia - Alfieri Cagliari             | 2-3                                  | 23-25, 25-17, 25-21, 21-25, 10-15    |
| 25-03              | Fenice Roma - Ghilarza 2008          | 3-1                                  | 25-21, 16-25, 25-18, 28-26           |
| 30-03              | La Smeralda - PGS San Paolo          | 0-3                                  | 18-25, 17-25, 18-25                  |
| 12-03              | Friends Roma - Talete                | 2-3                                  | 25-17, 21-25, 25-17, 25-27, 13-15    |

| Ventunesima giornata |                                     |                    |                            |
|                      |                                     |                    |                            |
| Riposano:            | Fenice Roma, Ostia                  | Fenice Roma, Ostia | Fenice Roma, Ostia         |
| 19-03                | Alfieri Cagliari - Revolution Roma  | 1-3                | 19-25, 25-16, 21-25, 19-25 |
| 19-03                | Ghilarza 2008 - Andrea Doria Tivoli | 0-3                | 15-25, 16-25, 18-25        |
| 13-04                | La Smeralda - Friends Roma          | 3-0                | 25-15, 25-15, 25-18        |
| 20-03                | Talete - PGS San Paolo              | 0-3                | 17-25, 12-25, 20-25        |

| Ventiduesima giornata |                                  |                            |                                  |
|                       |                                  |                            |                                  |
| Riposano:             | Andrea Doria Tivoli, Ostia       | Andrea Doria Tivoli, Ostia | Andrea Doria Tivoli, Ostia       |
| 26-03                 | PGS San Paolo - Alfieri Cagliari | 3-1                        | 25-17, 24-26, 25-13, 25-11       |
| 26-03                 | Fenice Roma - La Smeralda        | 3-2                        | 8-25, 25-22, 22-25, 25-17, 15-11 |
| 26-03                 | Friends Roma - Ghilarza 2008     | 3-0                        | 25-23, 25-19, 25-18              |
| 27-03                 | Talete - Revolution Roma         | 1-3                        | 25-22, 22-25, 25-27, 18-25       |

#### Classifica
| Pos. | Squadra             | Pt | G  | V  | P  | SV | SP | Ratio | PF    | PS    | Ratio |
| ---- | ------------------- | -- | -- | -- | -- | -- | -- | ----- | ----- | ----- | ----- |
| 1.   | PGS San Paolo       | 53 | 18 | 18 | 0  | 54 | 7  | 7,714 | 1 488 | 1 096 | 1,357 |
| 2.   | Revolution Roma     | 35 | 18 | 12 | 6  | 39 | 26 | 1,500 | 1 478 | 1 367 | 1,081 |
| 3.   | La Smeralda         | 33 | 18 | 11 | 7  | 38 | 29 | 1,310 | 1 487 | 1 419 | 1,047 |
| 4.   | Andrea Doria Tivoli | 29 | 18 | 9  | 9  | 36 | 31 | 1,161 | 1 456 | 1 447 | 1,006 |
| 5.   | Ostia               | 24 | 18 | 9  | 9  | 36 | 38 | 0,947 | 1 581 | 1 598 | 0,989 |
| 6.   | Talete              | 24 | 18 | 8  | 10 | 31 | 37 | 0,837 | 1 450 | 1 493 | 0,971 |
| 7.   | Friends Roma        | 22 | 18 | 7  | 11 | 27 | 39 | 0,692 | 1 400 | 1 481 | 0,945 |
| 8.   | Alfieri Cagliari    | 21 | 18 | 7  | 11 | 29 | 38 | 0,763 | 1 369 | 1 519 | 0,901 |
| 9.   | Fenice Roma         | 19 | 18 | 6  | 12 | 29 | 42 | 0,690 | 1 497 | 1 618 | 0,925 |
| 10.  | Ghilarza 2008       | 10 | 18 | 3  | 15 | 15 | 47 | 0,319 | 1 295 | 1 463 | 0,885 |

      Promossa in serie B1.
      Qualificata ai play-off promozione.
      Qualificata ai play-out retrocessione.
      Retrocessa in Serie C.